# Маужиці
Маужиці (пол. Maurzyce) — село в Польщі, у гміні Здуни Ловицького повіту Лодзинського воєводства.
Населення — 223 особи (2011).
У 1975-1998 роках село належало до Скерневицького воєводства.

## Демографія
Демографічна структура станом на 31 березня 2011 року:
|          | Загалом | Допрацездатний вік | Працездатний вік | Постпрацездатний вік |
| -------- | ------- | ------------------ | ---------------- | -------------------- |
| Чоловіки | 106     | 22                 | 67               | 17                   |
| Жінки    | 117     | 24                 | 62               | 31                   |
| Разом    | 223     | 46                 | 129              | 48                   |

## Галерея
У селі розташований скансен (музей просто неба) і Зварний міст, один з перших зварних мостів у світі (1927).

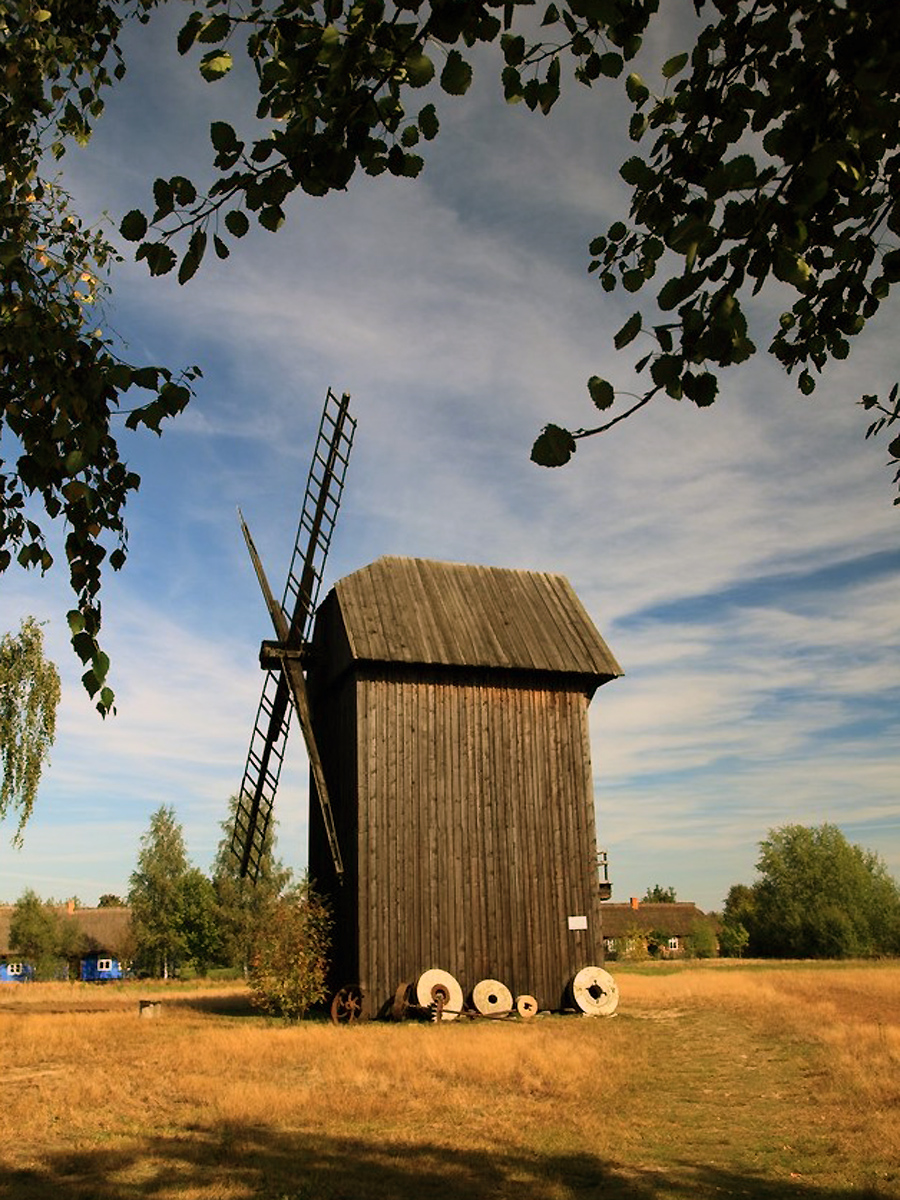
Вітряк
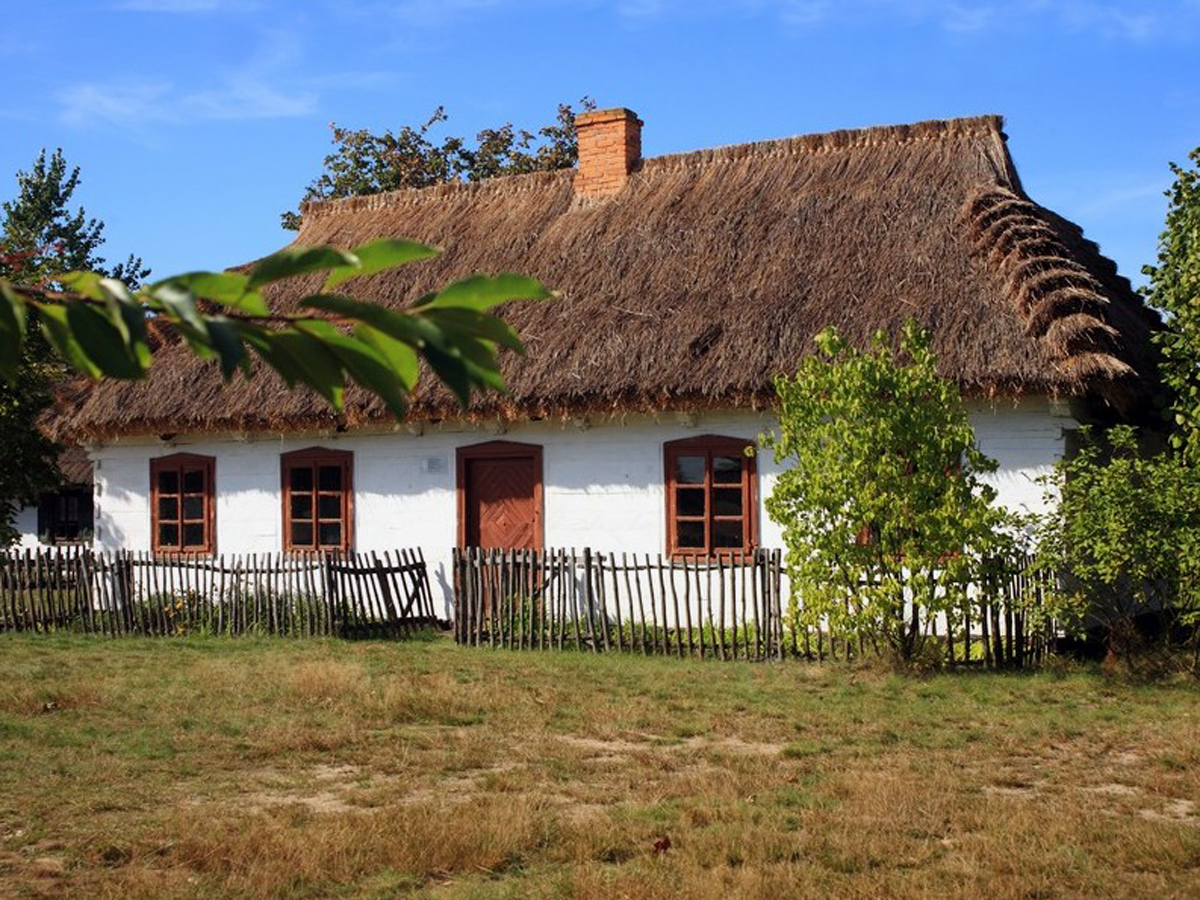
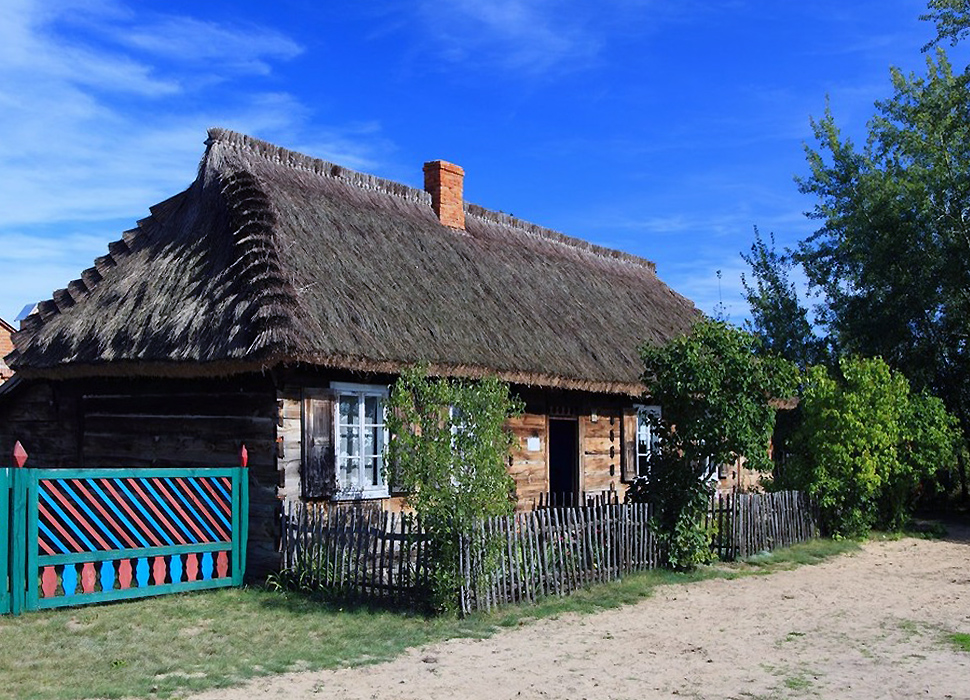
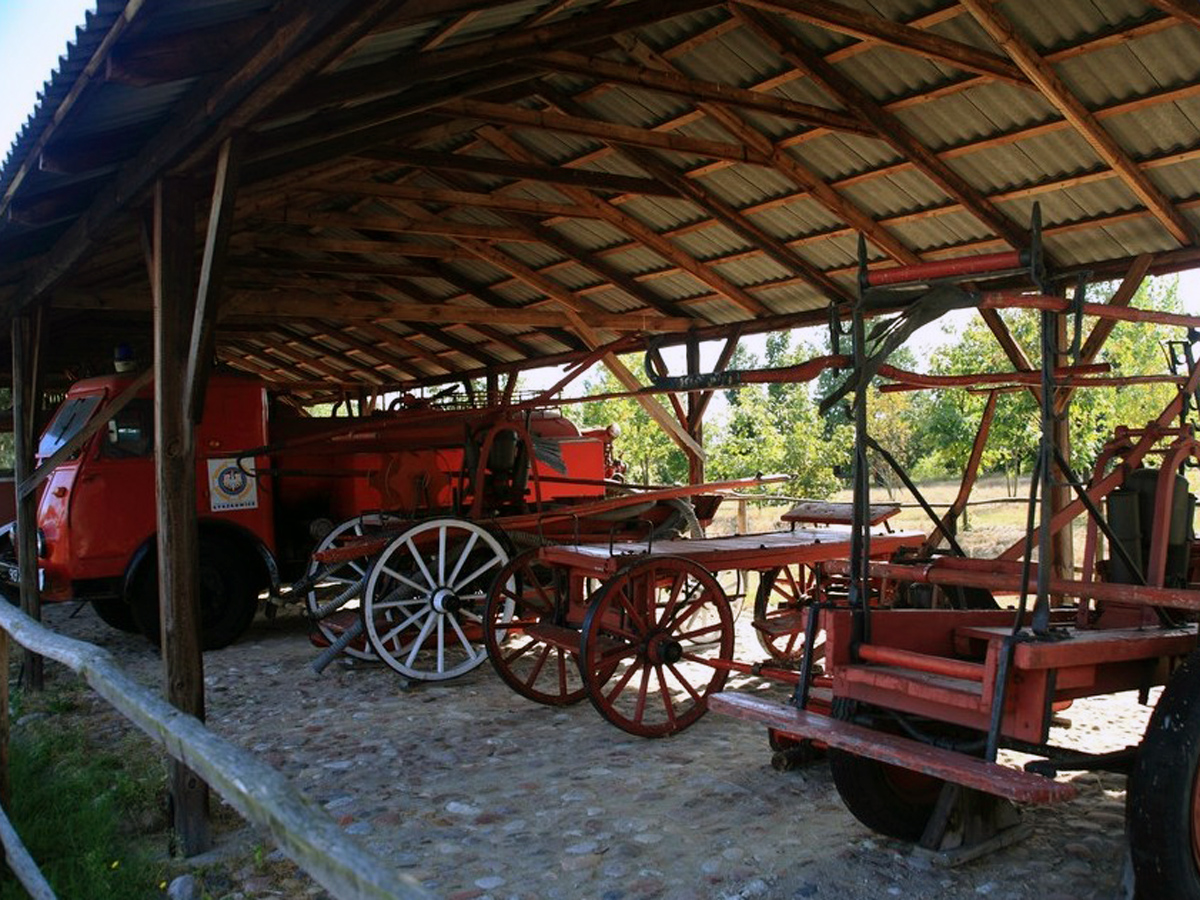
Пожежний автомобіль
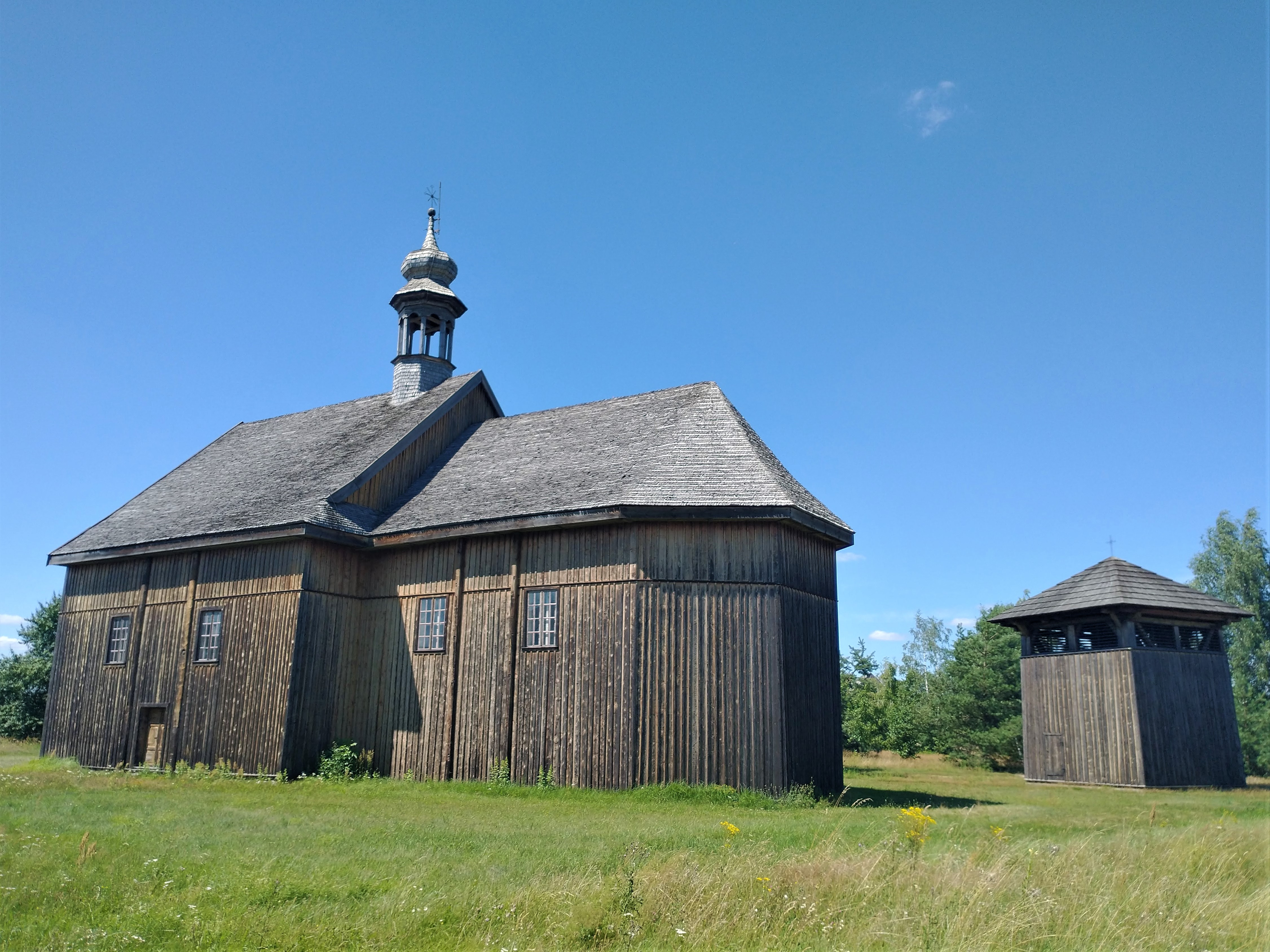
Костел із села Високениці
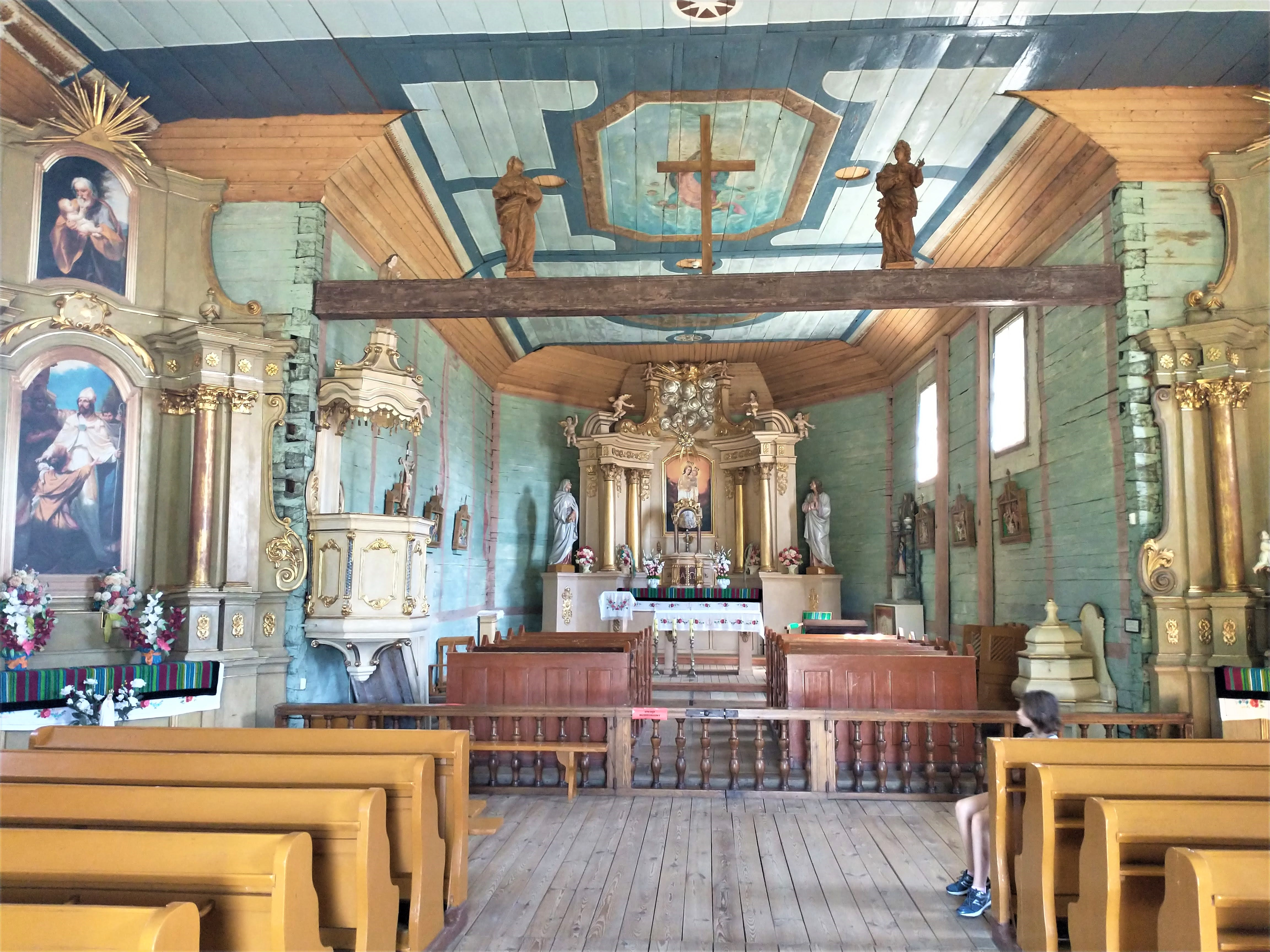
Всередині костелу
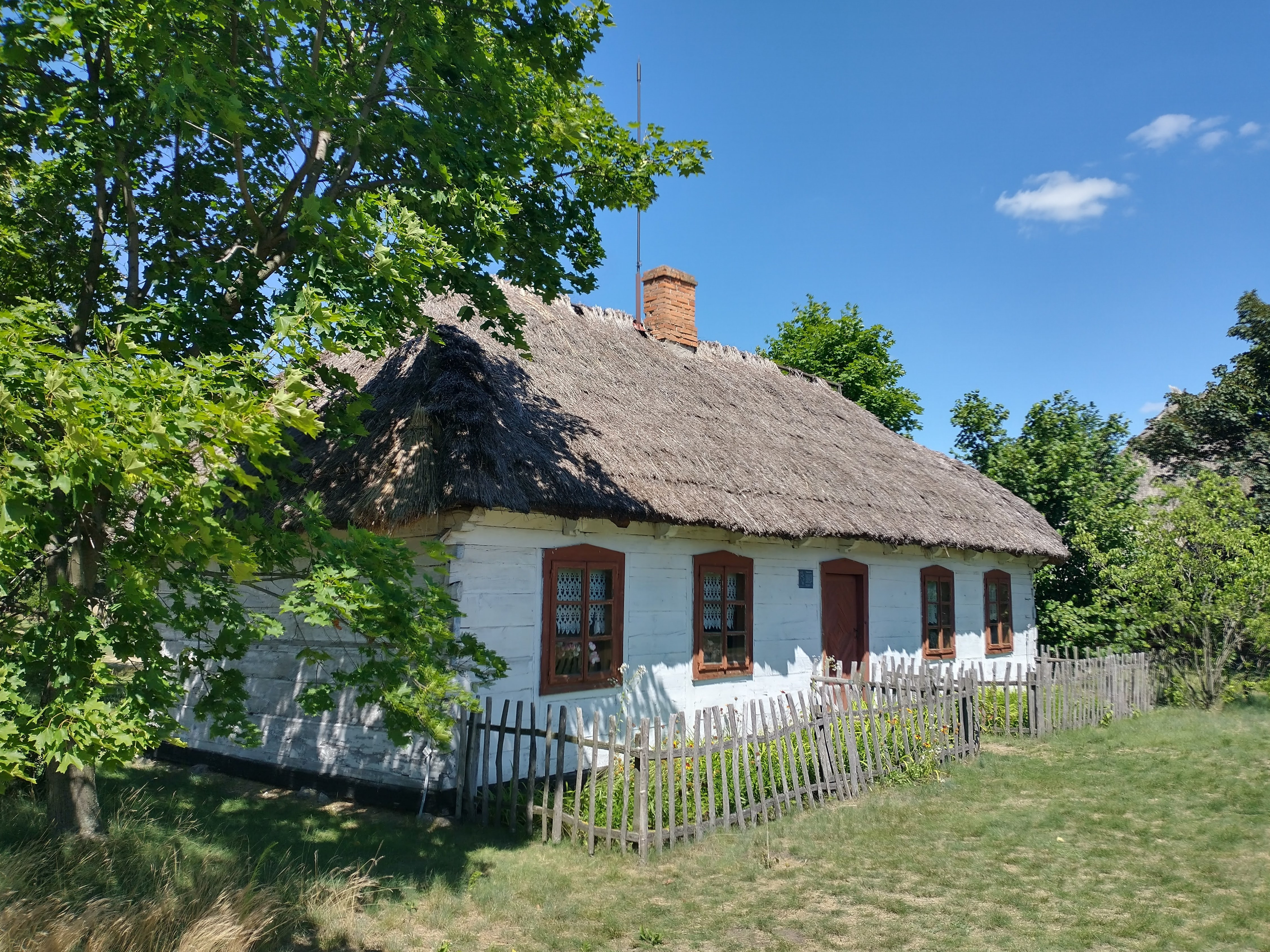
Хата із села Сковрода-Полудньова
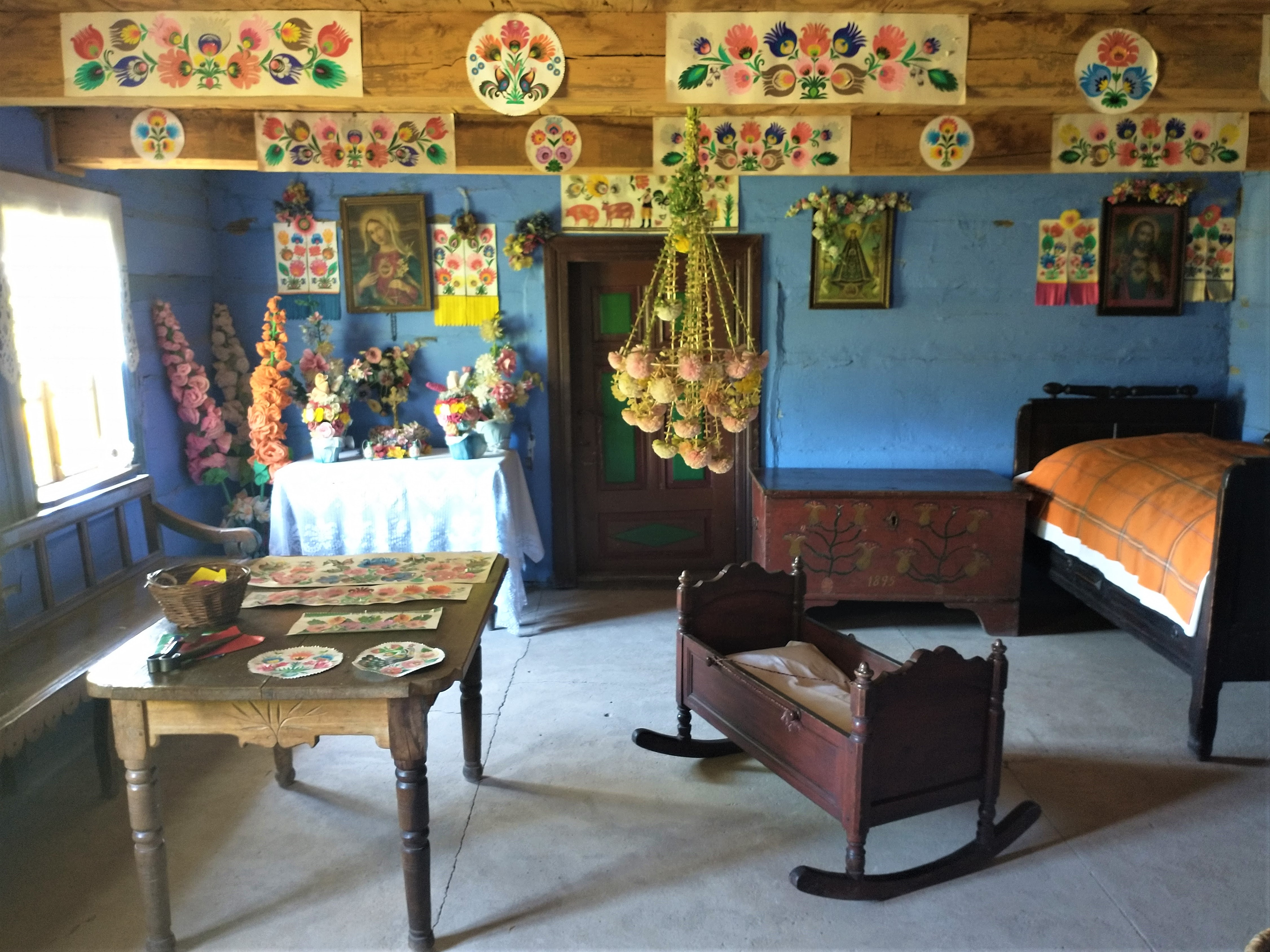
Всередині хати ловицькі вишиванки